# Le Repas du lapin
Le Repas du lapin est un tableau réalisé par le peintre français Henri Rousseau en 1908. Cette huile sur toile est une peinture animalière qui représente dans un style naïf un lapin gris, une feuille de chou et deux carottes devant un mur en briques. Elle est conservée à la fondation Barnes, à Philadelphie, aux États-Unis.